# Elaphognathia amboinenesis
Elaphognathia amboinenesis is een pissebed uit de familie Gnathiidae. De wetenschappelijke naam van de soort is voor het eerst geldig gepubliceerd in 1978 door Cals.